# Гаврилов, Николай Афанасьевич
Николай Афанасьевич Гаврилов — советский политический и государственный деятель.

## Биография
Учился в школе-семилетке города Нерехты Костромской губернии. В апреле 1921 переехал в Ярославль и стал конторщиком на железнодорожной станции. С мая 1925 года — председатель месткома учкома в Ярославле. В 1927 году вступил в ВКП(б).
Секретарь Ярославского областного комитета ВКП(б), а затем, с февраля 1943 по декабрь 1945 года — председатель исполнительного комитета Ярославского областного Совета. В январе 1948 года переведён на партийную работу в Москву.
Кавалер орденов Ленина и Отечественной войны I степени (оба — 1945).